# Kouzi
Kouzi (kinesiska: 口孜') är en köping i östra Kina. Den ligger i stadsdistriktet Yingdong i staden Fuyang i provinsen Anhui, omkring 160 kilometer nordväst om provinshuvudstaden Hefei. Antalet invånare är 57181. Befolkningen består av 28 482 kvinnor och 28 699 män. Barn under 15 år utgör 22,0 %, vuxna 15-64 år 66 %, och äldre över 65 år 11,0 %.